# レスター大学
レスター大学（University of Leicester）は、英国イングランド中部、レスター市に位置する国立大学。
タイムズ・ハイアー・エデュケーションは2008年度に"University of the Year 2008/2009"と認定、ガーディアン紙は2014年に英国全土で13位の大学と認定した。National Student Surveyにおける学生満足度は例年国内屈指である。タイムズ紙はその印象を"Elite without being elitist（エリート主義に陥らないエリート）"と評した。

## 歴史
1921年設立。1957年にイギリス国王から特許状がおり、正式に学位を認定できる立場になった。1994年に1994グループに加盟。

## キャンパス
大学は街の中心部から南へ約1マイルほど離れている。レスター市は英国初の環境都市として環境にやさしい街づくりを目指しており、暖かい季節には、大学に隣接する広大な公園の芝生の上で休憩する学生が多く見られる。
キャンパスの中心部には、学期内のみ24時間利用できる図書館（David Wilson Library）があり、一階では本屋やカフェに足を運ぶことができる。その先進的で機能的なデザインは英国国立大学図書館協会から高く評価され、「図書館デザイン賞」が授与されている。

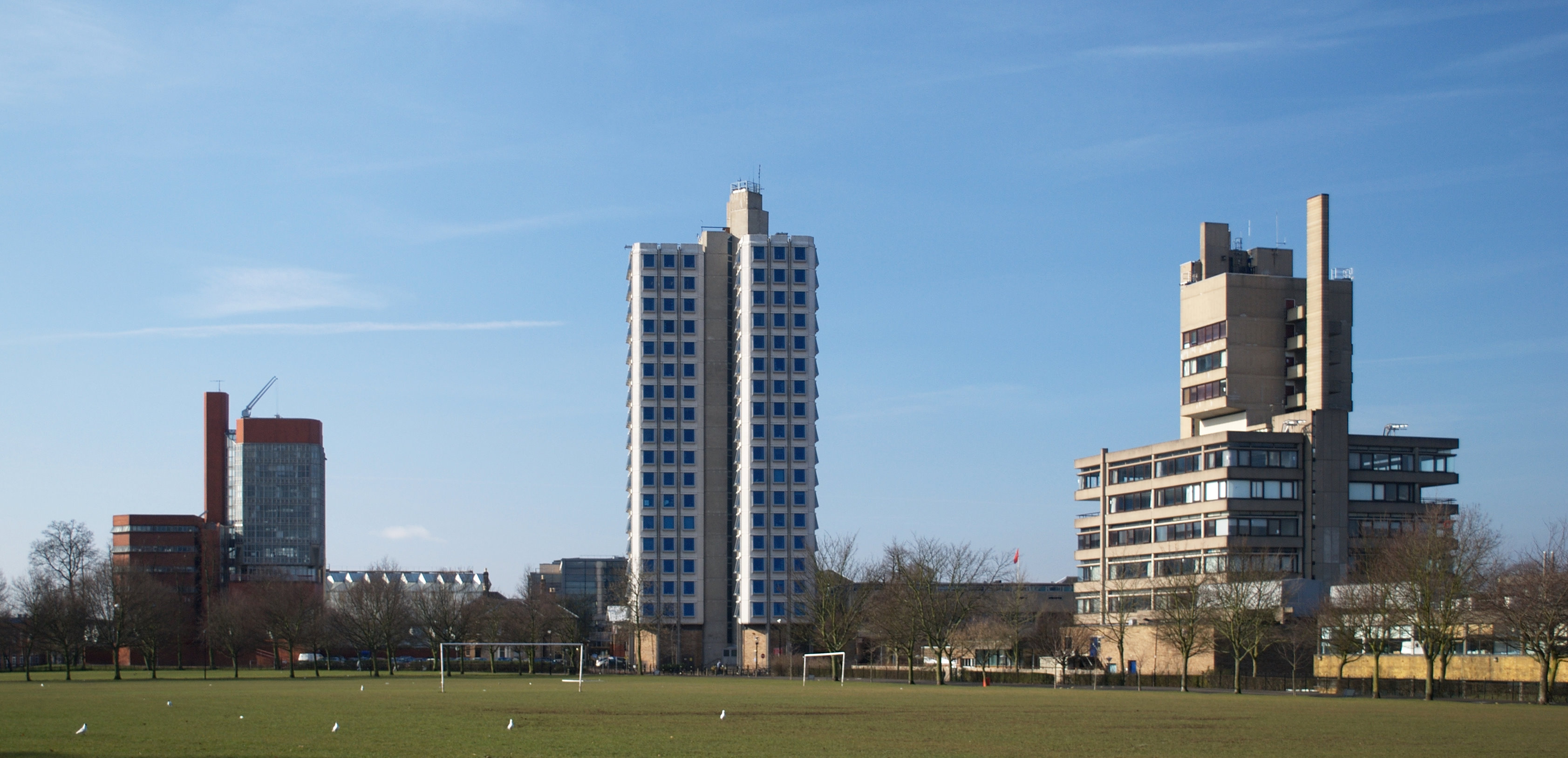
ビクトリア公園から。左から工学部ビル、アッテンバーグタワー、チャールズウィルソンビル
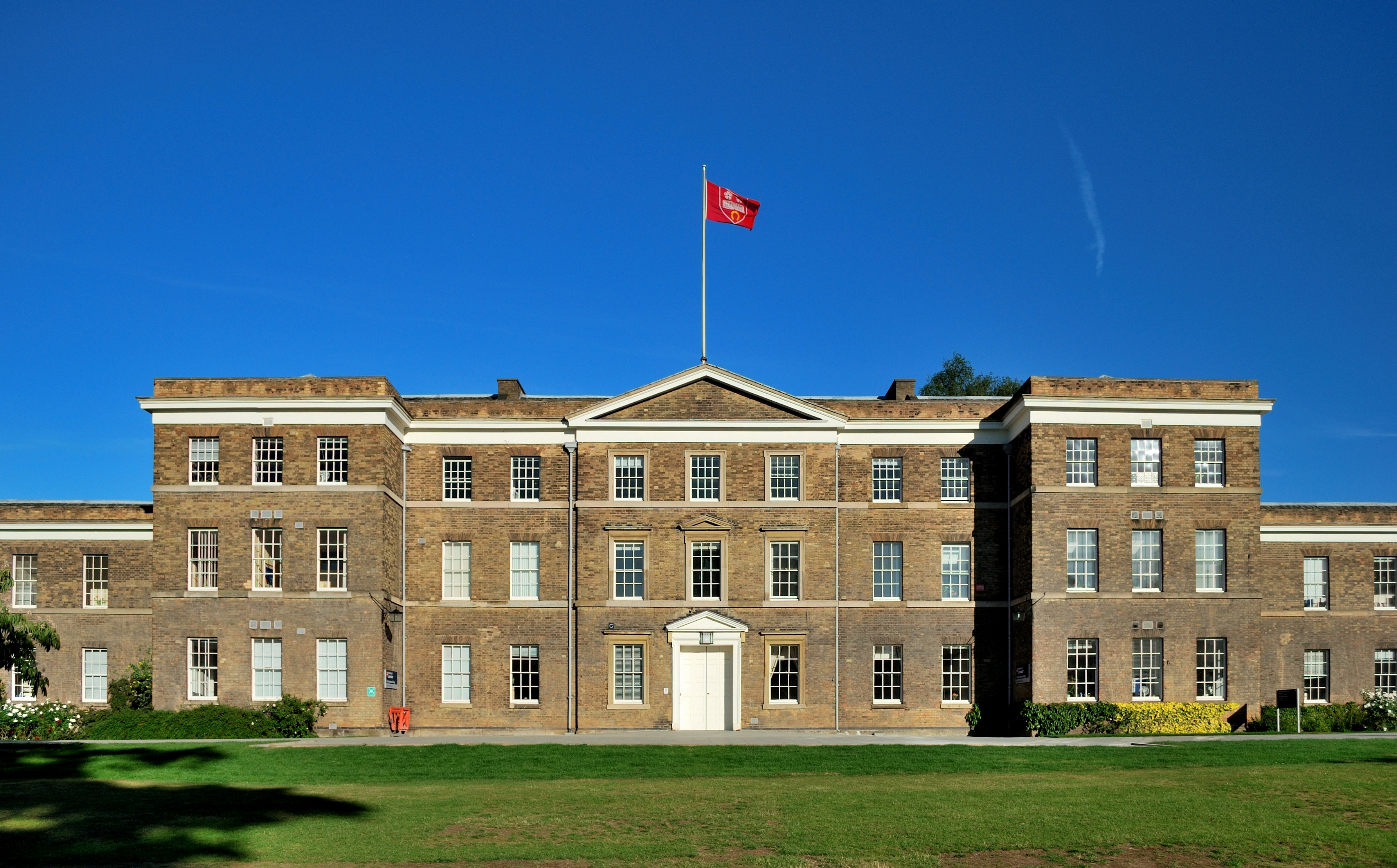
The Fielding Johnson Building (1837年建造)

## 評価
メディアからの評価
インディペンデント紙によるThe Good University Guide 2009では12位に、ガーディアン紙によるThe Guardian University Guide 2009では117校中15位にランキングされている。
学生からの評価
学生からの評価は極めて高く、イングランド全土の学生を対象にしたNational Student Surveyでは、2005-2007年にかけては1位、2008年はケンブリッジ大学 (93%) に次いでオックスフォード大学とともに2位 (92%) という評価であった。

## 出身者
- 菊池弥生 - 博物館学
- 小室眞子 - 大学院博物館学研究科修士課程
- 平山亮 - 大阪工業大学情報科学部情報メディア学科教授。